# Hyponotum unifoveolatum
Hyponotum unifoveolatum es una especie de coleóptero de la familia Cantharidae.

## Distribución geográfica
Habita en Chile.